# Leptomastidea antillicola
Leptomastidea antillicola is een vliesvleugelig insect uit de familie Encyrtidae. De wetenschappelijke naam is voor het eerst geldig gepubliceerd in 1937 door Dozier.